# Жолбасшы (Туркестанская область)
Жолбасшы (каз. Жолбасшы) — село в Келесском районе Туркестанской области Казахстана. Входит в состав Биртилекского сельского округа. Код КАТО — 515447600.

## Население
В 1999 году население села составляло 609 человек (300 мужчин и 309 женщин). По данным переписи 2009 года, в селе проживали 1793 человека (891 мужчина и 902 женщины).